# Jakov Tjernjak
Jakov Tjernjak (ryska: Яков Черняк), död 11 februari 1907, var en rysk revolutionär av judisk börd.
Tjernjak tillhörde det socialistrevolutionära partiet och företog i dess ärenden hösten 1906 flera resor Paris-Finland över Stockholm. Han arresterades 1 december 1906 i Stockholm, och ryska regeringen begärde hans utlämning under förevändning, att han skulle ha varit delaktig i ett 27 oktober samma år på Fonarnijgatan i Sankt Petersburg mot en posttransport begånget rånmord. Rånet hade anstiftats och utförts av en annan revolutionär organisation, den maximalistiska, och Tjernjak befann sig 27 oktober bevisligen på resa Paris-Stockholm.
När Tjernjaks arrestering omsider blev känd, bestormades svenska regeringen med protester mot eventuell utlämning, bland annat från Georg Brandes och Paul Henri d'Estournelles de Constant, och saken framfördes i svenska riksdagen genom interpellation av Hjalmar Branting. Svenska regeringen betraktade ej det i den ryska utlämningsbegäran åberopade rånet som politisk förbrytelse, men beslöt försöka hindra, att Tjernjak efter verkställd utlämning skulle straffas för eventuella politiska förbrytelser, som ej utgjorde behörig utlämningsanledning. Därför uppställdes (januari 1907) som villkor för utlämning, att Tjernjak ej skulle få dömas för annat brott än det i utlämningsbegäran nämnda och att han, om han i detta mål ej kunde sakfällas, skulle ha sig tillförsäkrad viss tidsfrist att oantastad åter lämna Ryssland.
Då ryska myndigheten ej hade utsikt att kunna överbevisa Tjernjak om minsta delaktighet i rånmordet och hela saken blivit föremål för en för tsarregeringen besvärlig internationell presskampanj, lät ryska regeringen (7 februari) meddela, att den fann ett av de svenska villkoren oantagligt såsom stridande mot rysk lag. Samma dag avslogs då dess utlämningsbegäran, och Tjernjak frigavs med förständigande att omedelbart lämna Sverige. Han avreste 8 februari från Göteborg med ångaren "Olof Wijk" till Antwerpen, men vid ångarens ankomst dit (12 februari) befanns Tjernjak och tre andra passagerare (en fransman och två svenskar) ha natten till 11 februari avlidit, enligt i Antwerpen företagen obduktion till följd av giftiga gaser.
Omständigheterna kring Tjernjaks och hans helt opolitiska medpassagerares död har aldrig slutgiltigt kunnat fastställas. En del anser alltjämt att de föll offer för ett av den ryska hemliga polisen, ochranan, mot Tjernjak företaget mordanslag, även om en av svenska regeringen anordnad omfattande rättskemisk utredning, visade att dödsfallen vållats av ren olyckshändelse, till följd av utveckling av giftiga gaser från ferrokisel i ångarens last.
Redan samma år, 1907, publicerades från ryskt revolutionärt håll i franska och ryska tidningar några brev, som skulle visa, att Tjernjak förgiftats av en rysk polisagent, A. Viktorov, som i hans hytt skulle ha placerat en melinitbomb, och att de ryska ministrarna Aleksandr Izvolskij, Ivan Sjtjeglovitov och Pjotr Stolypin brevväxlat om belönings tillerkännande härför åt Viktorov. Hösten samma år bekände en lägre rysk kanslitjänsteman, Solovjev, att han förfalskat och sålt ministerbreven för användning vid en på våren av riksdumans yttersta vänster planerad interpellation. De fyra påstådda ministerbreven publicerades på nytt efter ryska revolutionen (i september 1918), nu i den officiella tidningen "Izvestija". Deras innehåll strider delvis mot säkert betygade data (det första är till exempel daterat före Tjernjaks död), och om något av dem skulle vara autentiskt, så bevisas därmed endast, att en rysk polisagent lyckats lura till sig belöning genom att utge sig för att vara Tjernjaks baneman.